# Buckey O'Neill Cabin

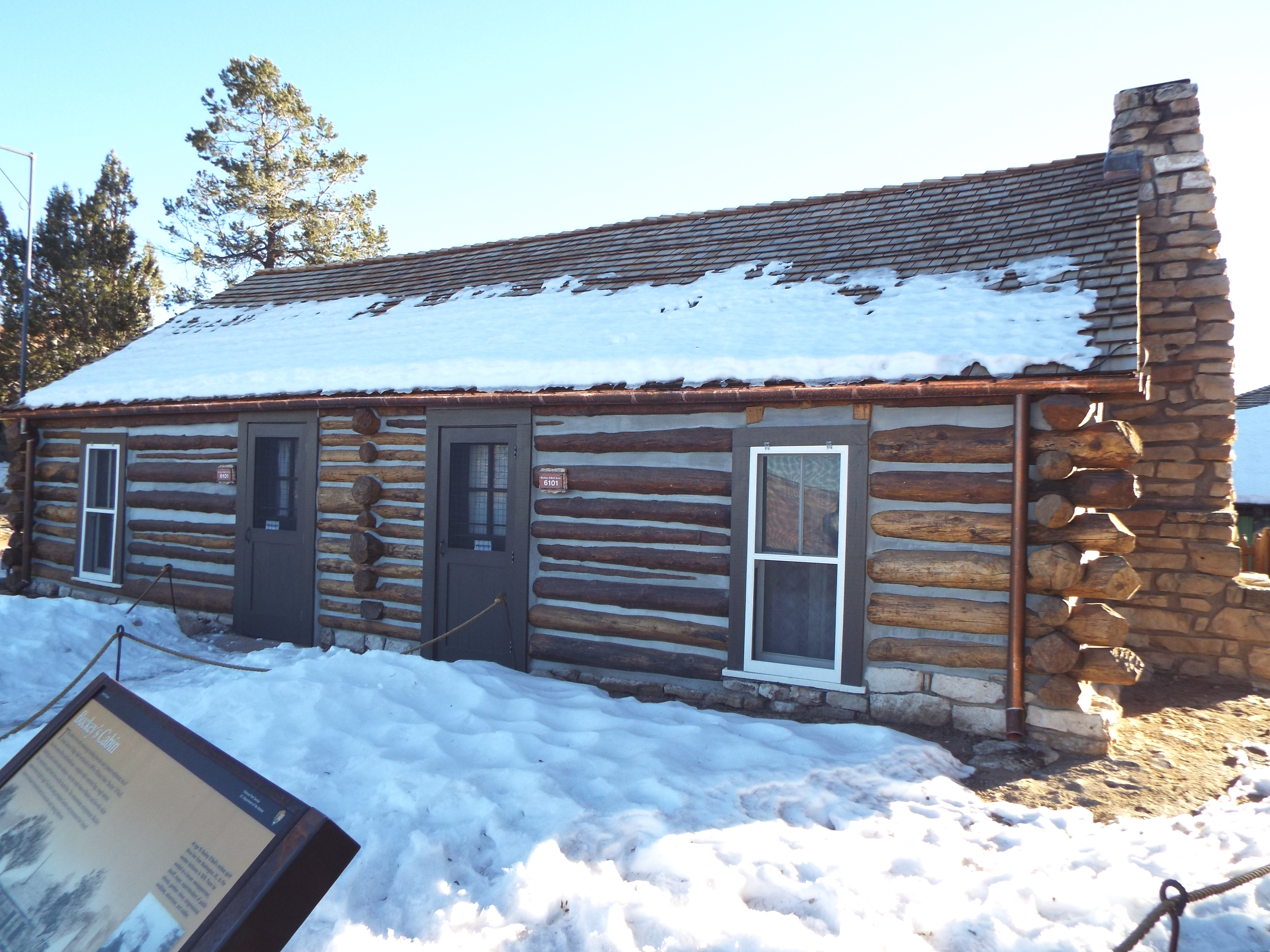
Buckey O'Neill Cabin, 2010

Buckey O'Neill Cabin är ett tidigare bostadshus i Grand Canyon Village vid South Rim i Grand Canyon. Det uppfördes 1897 av William Owen "Buckey" O'Neil, som hade skaffat sig ett antal mineralbrytningsrättigheter vid South Rim.
Efter det att O'Neill kom till Arizona som 19-åring, arbetade han på tidningar på olika ställen i territoriet och hamnade till slut i Prescott, där han gav ut en egen tidning och var praktiserande jurist och innehade diverse offentliga ämbeten, bland annat borgmästare samt sheriff i Yavapai County. 
Åren 1891-1897 försökte han sig på gruvbrytning vid Grand Canyon, där han utan framgång bröt koppar 22 kilometer söder om nuvarande Grand Canyon Village. Som många andra brytningsförsök i området föll projektet på höga transportkostnader. Han ansåg att området hade goda ekonomiska möjligheter och arbetade med att organisera lokalt folk för att förbättra områdets tillgänglighet, framför allt med att propagera för att en järnväg skulle byggas. Han gjorde också reklam för att locka dit gruvexploaterare och andra affärsmän.
Under sin tid vid Grand Canyon byggde Buckey O'Neill två timmerhus: ett hus bredvid det tidigare byggda Bright Angel Hotel, som han använde som kontor och en sovstuga med våningssängar strax bakom i en dunge med ponderosatallar
Buckey O'Neil enrollerade sig inför Spansk-amerikanska kriget !898 i en av Theodore Roosevelt uppsatt kavalleristyrka av frivilliga, framför allt från sydvästra USA. Detta gick under smeknamnet Rough Riders. Han reste till Kuba som ledare för ett kompani och dödades av en spansk kula 1898. I samband därmed köptes O'Neill Cabin av dåvarande ägaren till Bright Angel Hotel.